# Elecciones al Parlamento Europeo de 2004 (Gibraltar)
Las elecciones al Parlamento Europeo se celebraron por primera vez en Gibraltar el 10 de junio de 2004 como parte de las elecciones en toda la Unión Europea. Aunque forma parte de la Unión Europea, Gibraltar nunca antes había votado en las elecciones al Parlamento Europeo, en parte debido a su pequeño electorado de poco más de 20.000, lo que haría que Gibraltar estuviera sobrerrepresentado unas 30 veces si se le asignara un solo escaño. 
Esta privación de derechos aplicada por el Reino Unido fue impugnada con éxito ante el Tribunal Europeo de Derechos Humanos en 1999. Como resultado, desde 2004 Gibraltar fue incluido por el Reino Unido dentro de la región del suroeste de Inglaterra con fines electorales.
España presentó una queja sobre la participación de Gibraltar en las elecciones de la UE ante el Tribunal de Justicia de la Unión Europea, objetando el derecho al voto de los ciudadanos de la Commonwealth y la creación de una región electoral combinada, pero su caso no tuvo éxito.
Ninguno de los principales partidos políticos de Gibraltar se presentó a las elecciones, por lo que los votantes se basan en las listas de partidos del Reino Unido. Sin embargo, Lyana Armstrong-Emery del pequeño Partido Reformista tenía un lugar en una lista conjunta con el Partido Verde.

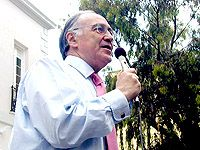
Michael Howard se dirige a los votantes fuera de la Cámara de la Asamblea de Gibraltar (ahora el Parlamento de Gibraltar).

El Partido Conservador obtuvo más de dos tercios de los votos de Gibraltar, y ningún otro partido superó el 10% de apoyo. Esto se debió en gran medida a la percepción de que el gobierno laborista de Gran Bretaña había "traicionado" a Gibraltar al intentar negociar un acuerdo constitucional que involucrara la soberanía conjunta con España. Este arreglo fue rechazado abrumadoramente por los gibraltareños en el referéndum de soberanía de 2002. Los conservadores fueron percibidos como inequívocos en su apoyo a la continuación del estatus británico de Gibraltar. Además, tanto el líder del Partido Conservador, Michael Howard, como su adjunto, Michael Ancram, volaron para reunir apoyo. Antes de las elecciones, los conservadores locales montaron una vigorosa campaña.

## Resultados
La participación fue del 57,5% en Gibraltar, superior al 37,8% del conjunto de la región electoral.
| Partido                 | Partido                    | Gibraltar | Gibraltar | Suroeste de Inglaterra | Suroeste de Inglaterra | Escaños |
| Partido                 | Partido                    | Votos     | %         | Votos                  | %                      | Escaños |
| ----------------------- | -------------------------- | --------- | --------- | ---------------------- | ---------------------- | ------- |
|                         | Partido Conservador        | 8,297     | 70,67     | 457,371                | 31,58                  | 3       |
|                         | Partido Laborista          | 1,127     | 9,60      | 209,908                | 14,49                  | 1       |
|                         | Partido Verde              | 1,058     | 9,01      | 103,821                | 7,17                   | 0       |
|                         | Liberal Demócratas         | 905       | 7,71      | 265,619                | 18,34                  | 1       |
|                         | UKIP                       | 140       | 1,19      | 326,784                | 22,56                  | 2       |
|                         | Partido Nacional Británico | 105       | 0,89      | 43,653                 | 3,01                   | 0       |
|                         | Partido del Campo          | 88        | 0,75      | 30,824                 | 2,13                   | 0       |
|                         | Partido del Respeto        | 20        | 0,17      | 10,473                 | 0,72                   | 0       |
| Total                   | Total                      | 11,740    | 100       | 1,448,453              | 100                    | 7       |
|                         |                            |           |           |                        |                        |         |
| Votos válidos           | Votos válidos              | 11,740    | 98,37     | 1,448,453              | 99,64                  |         |
| Votos nulos y blancos   | Votos nulos y blancos      | 194       | 1,63      | 5,208                  | 0,36                   |         |
| Votos Totales           | Votos Totales              | 11,934    | 100       | 1,453,661              | 100                    |         |
| Inscritos/Participación | Inscritos/Participación    | 20,740    | 57,54     | 3,845,210              | 37,80                  |         |
| Fuente:                 |                            |           |           |                        |                        |         |